# Czartowiec (Karkonosze)
Czartowiec (niem. Wilhelmsteine, 650 m n.p.m.) – skała w Karkonoszach.
Skała położona w północnym ramieniu wzniesienia Grabowiec na południe od dawnego prewentorium.